# Deroca
Deroca is een geslacht van vlinders van de familie eenstaartjes (Drepanidae), uit de onderfamilie Drepaninae.

## Soorten
- D. akolosa Chu & Wang, 1987
- D. anemica Chu & Wang, 1987
- D. crystalla Chu & Wang, 1987
- D. hidda Swinhoe, 1900
- D. hyalina Walker, 1855
- D. inconclusa (Walker, 1856)
- D. pulla Watson, 1957